# Équipe du Canada féminine de volley-ball
L'équipe du Canada féminine de volley-ball est composée des meilleures joueuses canadiennes sélectionnées par la Fédération canadienne de volley-ball (Volleyball Canada, FCV). Elle est actuellement classée au 16e rang de la Fédération internationale de volley-ball au 10 juillet 2022.

## Palmarès et parcours

### Palmarès
- Championnat d'Amérique du Nord
  - Finaliste : 1973, 1989
  - Troisième : 1977, 1983, 1985, 1987, 1991, 1993, 1995, 1999, 2019, 2021, 2023
- Jeux Panaméricains
  - Troisième : 1995, 2015
- Coupe panaméricaine
  - Troisième : 2002, 2018

### Parcours

#### Jeux olympiques
| - 1964 : non qualifié - 1968 : non qualifié - 1972 : non qualifié - 1976 : 8e - 1980 : non qualifié - 1984 : 8e - 1988 : non qualifié - 1992 : non qualifié - 1996 : non qualifié - 2000 : non qualifié | - 2004 : non qualifié - 2008 : non qualifié - 2012 : non qualifié - 2016 : non qualifié - 2020 : non qualifié |

#### Championnats du monde
| - 1952 : non qualifié - 1956 : non qualifié - 1960 : non qualifié - 1962 : non qualifié - 1967 : non qualifié - 1970 : non qualifié - 1974 : 11e - 1978 : 14e - 1982 : 11e - 1986 : 15e | - 1990 : 14e - 1994 : non qualifié - 1998 : non qualifié - 2002 : 17e - 2006 : non qualifié - 2010 : 21e - 2014 : 17e - 2018 : 18e |

#### Grand Prix
| - 1993 : non qualifié - 1994 : non qualifié - 1995 : non qualifié - 1996 : non qualifié - 1997 : non qualifié - 1998 : non qualifié - 1999 : non qualifié - 2000 : non qualifié - 2001 : non qualifié - 2002 : non qualifié | - 2003 : 11e - 2004 : non qualifié - 2005 : non qualifié - 2006 : non qualifié - 2007 : non qualifié - 2008 : non qualifié - 2009 : non qualifié - 2010 : non qualifié - 2011 : non qualifié - 2012 : non qualifié | - 2013 : non qualifié - 2014 : 19e - 2015 : 18e - 2016 : 19e - 2017 : 20e |

#### Ligue des nations
- 2018 : non participante
- 2019 : non participante
- 2021 : 14e
- 2022 : 12e

#### Coupe du monde
| - 1973 : 7e - 1977 : non qualifié - 1981 : non qualifié - 1985 : non qualifié - 1989 : 8e - 1991 : 10e - 1995 : 9e - 1999 : non qualifié - 2003 : non qualifié - 2007 : non qualifié | - 2011 : non qualifié - 2015 : non qualifié - 2019 : non qualifié |

#### Championnat d'Amérique du Nord
| - 1969 : 4e - 1971 : Non qualifié - 1973 : Finaliste - 1975 : 4e - 1977 : 3e - 1979 : 4e - 1981 : 4e - 1983 : 3e - 1985 : 3e - 1987 : 3e | - 1989 : Finaliste - 1991 : 3e - 1993 : 3e - 1995 : 3e - 1997 : 4e - 1999 : 3e - 2001 : Non qualifié - 2003 : 4e - 2005 : 5e - 2007 : 4e | - 2009 : 5e - 2011 : 6e - 2013 : 4e - 2015 : 4e - 2019 : 3e - 2021 : 3e - 2023 : 3e |

#### Jeux Panaméricains
| - 1955 : Non qualifié - 1959 : Non qualifié - 1963 : Non qualifié - 1967 : 6e - 1971 : 5e - 1975 : 4e - 1979 : 6e - 1983 : 5e - 1987 : 5e - 1991 : 4e | - 1995 : 3e - 1999 : 5e - 2003 : Non qualifié - 2007 : Non qualifié - 2011 : 7e - 2015 : 3e - 2019 : 8e |

#### Coupe panaméricaine
| - 2002 : 3e - 2003 : 6e - 2004 : 5e - 2005 : 6e - 2006 : 7e - 2007 : 9e - 2008 : 8e - 2009 : 7e - 2010 : 7e - 2011 : 7e | - 2012 : 8e - 2013 : 7e - 2014 : 6e - 2015 : 5e - 2016 : 6e - 2017 : 6e - 2018 : 3e - 2019 : 6e - 2021 : 4e |

## Sélection actuelle
Effectif des 14 joueuses retenues pour le Championnat du monde 2022.
| No                                         | Nom                                        | Date de naissance                          | Taille | Poids | Poste                          | Club                           |
| ------------------------------------------ | ------------------------------------------ | ------------------------------------------ | ------ | ----- | ------------------------------ | ------------------------------ |
| 3                                          | Kiera Van Ryk (en)                         | 6 janvier 1999 (23 ans)                    | 188    | 85    | Attaquante                     | THY Spor Kulübü                |
| 4                                          | Vicky Savard                               | 14 février 1993 (29 ans)                   | 186    | 78    | Réceptionneuse-attaquante      | SK Prometej                    |
| 5                                          | Julia Murmann                              | 10 novembre 2002 (19 ans)                  | 181    | 76    | Libero                         | Université de Toronto          |
| 6                                          | Jazmine White (de)                         | 14 décembre 1993 (28 ans)                  | 185    | 80    | Centrale                       | Schweriner SC                  |
| 8                                          | Alicia Ogoms                               | 2 avril 1994 (28 ans)                      | 194    | 82    | Centrale                       | Terville Florange OC           |
| 9                                          | Alexa Gray                                 | 7 août 1994 (28 ans)                       | 185    | 75    | Réceptionneuse-attaquante      | Imoco Volley Conegliano        |
| 11                                         | Andrea Mitrovic                            | 3 juin 1999 (23 ans)                       | 187    | 70    | Réceptionneuse-attaquante      | Karayolları Spor Kulübü        |
| 12                                         | Jennifer Cross (de)                        | 4 juillet 1992 (30 ans)                    | 194    | 86    | Centrale                       | CS Rapid Bucarest              |
| 13                                         | Brie King (it)                             | 24 janvier 1998 (24 ans)                   | 183    | 67    | Passeuse                       | Sesc-RJ/Flamengo               |
| 14                                         | Hilary Howe                                | 16 juin 1998 (24 ans)                      | 186    | 70    | Réceptionneuse-attaquante      | LB Aix-la-Chapelle             |
| 16                                         | Caroline Livingston                        | 2 avril 1996 (26 ans)                      | 188    | 70    | Réceptionneuse-attaquante      | AO Lamia 2013                  |
| 18                                         | Kim Robitaille                             | 16 octobre 1991 (30 ans)                   | 180    | 63    | Passeuse                       | CSM Târgoviște                 |
| 19                                         | Emily Maglio                               | 13 novembre 1996 (25 ans)                  | 189    | 82    | Centrale                       | THY Spor Kulübü                |
| 20                                         | Arielle Palermo                            | 9 novembre 2000 (21 ans)                   | 170    | 55    | Libero                         | sans club                      |
|                                            |                                            |                                            |        |       |                                |                                |
| Encadrement technique                      | Encadrement technique                      |                                            |        |       | Légende                        | Légende                        |
| Entraîneur : Shannon Winzer                | Entraîneur : Shannon Winzer                | Entraîneur : Shannon Winzer                |        |       | : Capitaine                    | : Capitaine                    |
| Entraîneur(s) adjoint(s) : Vincenzo Mallia | Entraîneur(s) adjoint(s) : Vincenzo Mallia | Entraîneur(s) adjoint(s) : Vincenzo Mallia |        |       | : Joueuse blessée actuellement | : Joueuse blessée actuellement |